# 700'erne f.Kr.
Århundreder: 9. århundrede f.Kr. – 8. århundrede f.Kr. – 7. århundrede f.Kr.
Årtier: 750'erne f.Kr. 740'erne f.Kr. 730'erne f.Kr. 720'erne f.Kr. 710'erne f.Kr. – 700'erne f.Kr. – 690'erne f.Kr. 680'erne f.Kr. 670'erne f.Kr. 660'erne f.Kr. 650'erne f.Kr.
År: 709 f.Kr. 708 f.Kr. 707 f.Kr. 706 f.Kr. 705 f.Kr. 704 f.Kr. 703 f.Kr. 702 f.Kr. 701 f.Kr. 700 f.Kr.